# ベルギー海洋構成部隊
ベルギー海洋構成部隊（ベルギーかいようこうせいぶたい、オランダ語: Marinecomponent、フランス語: Composante Maritime）は、ベルギーの海軍組織。

## 概要
2007年時点で現役1,605人。
2002年に海軍から海洋構成部隊に改編している。任務は通常の海軍としての軍事活動のみならず、捜索救難、海洋調査、税関や警察の支援、漁業管理、海洋汚染対策など多岐にわたる。

## 歴史

### 19世紀
1831年に王立海軍として設立される。これ以降ベルギーの歴史に連動しつつ様々な局面で活躍した。1830年のベルギー独立革命後にオランダ艦隊はスヘルデ川三角江を封鎖しようとした。この脅威に対抗するためベルギー議会はブリガンティンを2隻を建造するように命じた。この2隻は「コングレ（Congrès）」と「レ・カトル・ジョルネー（Les Quatre Journées）」と命名される。1832年にエティエンヌ・モーリス・ジェラール陸軍元帥（en:Étienne Maurice Gérard）が率いるフランス軍がアントワープの砦を占領した後にオランダの砲艦はベルギー軍により排除された。1840年に政府はスクーナー「ルイーズ＝マリー（Louise-Marie）」を、1845年にはブリッグ「デュク・ド・ブラバント（Duc de Brabant）」を購入した。しかし、1865年に政府は海軍を廃止し最小限度の海軍政策を追求した。このため第一次世界大戦時にはベルギーに海軍は存在しなかった。

### 20世紀
第一次世界大戦により政府は従来の政策を変更することになる。1917年になり駆逐艦と水兵を整備した。再興されたベルギー海軍は要員をフランスの掃海艇に乗艇させたり、砲兵要員を自国籍商船に提供した。ヴェルサイユ条約調印後、海軍は魚雷艇11隻と掃海艇26隻が割り当てられた。しかし、予算上の問題のため再び海軍は廃止される。
1939年に第二次世界大戦が勃発し、迫り来るナチス・ドイツに脅威に対抗するため、新たに海軍部隊（Naval Corps）として復活させた。新生海軍の整備は1940年5月のドイツ軍侵攻に辛うじて間に合った。海軍部隊の将兵の多くは漁民や商船員と共にイギリスに脱出し、ドイツ占領軍と戦うための準備をする。イギリス海軍はこの機会にベルギー人船員達を別々のグループに分けて徴募した。1940年から1946年までイギリス海軍ベルギー部隊を編成し2隻のコルベット「バターカップ（Buttercup）」、「ゴデチア（Godetia）」と、3隻の掃海艇「プロンティス（Phrontis）」、「エレクトラ（Electra）」、「カーノット（Kernot）」に乗り込ませた。戦後の1946年にイギリスは再建されるベルギー海軍基幹の為に艦艇を乗員と共に無償供与した。

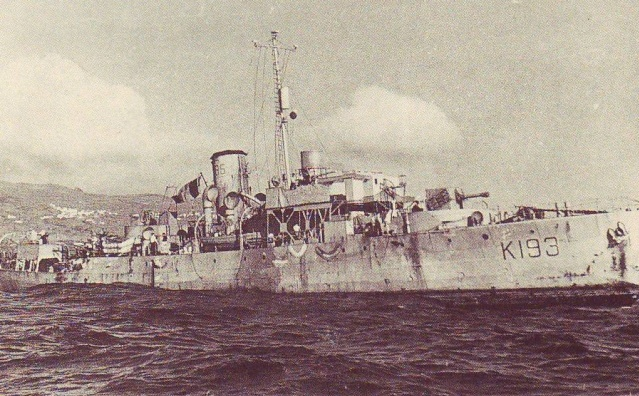
「バターカップ（Buttercup）」
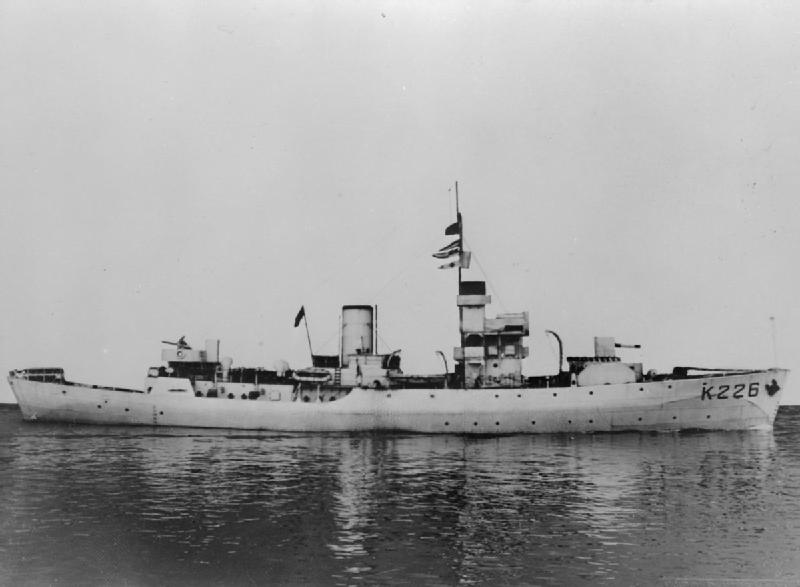
「ゴデチア（Godetia）」

冷戦終結後の1990年代初めにベルギー政府は新たなる脅威に対応するためにベルギー軍の再編成を始めた。これは軍の削減を伴い、海軍ではウィーリンゲン級フリゲート1隻の削減と、トリパルタイト型機雷掃討艇3隻がフランスに売却される事になる。

### 21世紀
2002年、単一の統合軍として再編成されることになり海軍は海洋構成部隊（COMOPSNAV）に改編された。2005年7月20日にベルギー政府は、残り2隻となっていたウィーリンゲン級フリゲートを更新するためオランダ海軍からカレル・ドールマン級フリゲート2隻の購入を決定する。2隻は12月21日に約250万ユーロで売買され、「レオポルド1世」と「ルイーズ＝マリー」と命名された。一方、2隻のウィーリンゲン級フリゲートは10月にブルガリア海軍に掃海艇1隻とともに正式に引き渡された。

## 組織
海洋構成部隊司令官の下で以下のような組織がある。
- 海洋構成部隊司令部
  - 人事部
  - 情報部
  - 作戦部
  - 役務部
  - 広報部
- 海洋管理局
- 高圧センター

### 国際部門
ベルギー＝オランダ共同機関
- ベネルクス海軍本部（ABNL）
- ベルギー＝オランダ作戦学校（NL-BE Opsschool）
- ベルギー＝オランダ海軍機雷戦学校（EGUERMIN）
- ベルギー＝オランダ供給専門技術支援センター（CC Sp Dept Catering BENL）
- ダメージコントロール・センター（DCC）
- 機雷戦艦艇運用訓練部（Most）

北大西洋条約機構
- 第1常設NATO海洋グループ（SNMG1）
- 第1常設NATO対機雷グループ（SNMCMG1）
- 第2常設NATO対機雷グループ（SNMCMG2）

### 航空部隊
航空構成部隊所属
- 海洋ヘリコプター飛行隊

### 特定非営利団体
以下は海軍が支援する特定非営利団体（ASBL）。
- 海軍機関誌「ネプテューヌス（Neptunus）」
- 海軍共済組合
- 王立軍事史館海軍課
- 海軍退役者全国協会
- ベルギー海洋画家会
- 海軍および海兵隊年金親善会
- ベルギー海軍後援者ラジオ協会
- 海軍士官候補生対象「一つの人生経験」事業
- ブリュッセル王立歴史芸術博物館所有帆船「メルカトル（Mercator）」

## 階級
| 士官               |                               |                                       |      |
| 海軍大将           | Admiraal                      | Amiral                                | OF-9 |
| 海軍中将           | Vice-admiraal                 | Vice-amiral                           | OF-8 |
| 海軍少将           | Divisieadmiraal               | Amiral de division                    | OF-7 |
| 海軍代将           | Flottieljeadmiraal            | Amiral de flottille                   | OF-6 |
| 海軍大佐           | Kapitein-ter-zee              | Capitaine de vaisseau                 | OF-5 |
| 海軍中佐           | Fregatkapitein                | Capitaine de frégate                  | OF-4 |
| 海軍少佐           | Korvetkapitein                | Capitaine de corvette                 | OF-3 |
| 海軍上級大尉       | Luitenant-ter-zee 1ste klasse | Lieutenant de vaisseau de 1ère classe | OF-3 |
| 海軍大尉           | Luitenant-ter-zee             | Lieutenant de vaisseau                | OF-2 |
| 海軍中尉           | Vaandrig-ter-zee              | Enseigne de vaisseau                  | OF-1 |
| 海軍少尉           | Vaandrig-ter-zee 2de klasse   | Enseigne de vaisseau de 2e classe     | OF-1 |
| 准士官および下士官 |                               |                                       |      |
| 海軍最先任准尉長   | Oppermeester-chef             | Maître-principal-chef                 | OR-9 |
| 海軍准尉長         | Oppermeester                  | Maître-principal                      | OR-9 |
| 海軍准尉           | 1ste Meester-chef             | 1e Maître-chef                        | OR-8 |
| 海軍上級兵曹長     | 1ste Meester                  | 1e Maître                             | OR-7 |
| 海軍兵曹長         | Meester-chef                  | Maître-chef                           | OR-6 |
| 海軍一等兵曹       | Meester                       | Maître                                | OR-6 |
| 海軍二等兵曹       | 2de Meester                   | 2e Maître                             | OR-5 |
| 兵卒               |                               |                                       |      |
| 海軍先任上級水兵長 | 1ste Kwartiermeester-chef     | 1er Quartier-maître-chef              | OR-4 |
| 海軍上級水兵長     | Kwartiermeester-chef          | Quartier-maître-chef                  | OR-4 |
| 海軍水兵長         | Kwartiermeester               | Quartier-maître                       | OR-3 |
| 海軍一等水兵       | 1ste Matroos                  | 1er Matelot                           | OR-2 |
| 海軍二等水兵       | Matroos                       | Matelot                               | OR-1 |

## 主要基地・施設
- 海洋構成部隊司令部。ブリュッセルに所在。
- ゼーブルッヘ分遣基地。ゼーブルッヘ（nl:Zeebrugge）に所在。作戦部の下にある主要軍港。
- シント＝クライス＝ブルッヘ分遣基地。ブルッヘに所在。海洋管理局。
- オーステンデ分遣基地。オーステンデに所在。ベルギー＝オランダ海軍機雷戦学校（EGUERMIN）。
- アントワープ分遣基地。アントワープに所在。アントワープ分遣隊。
- デン・ヘルダー分遣基地、オランダのデン・ヘルダー（nl:Den Helder）に所在。ベネルクス海軍本部（ABNL）と作戦学校がある。

## 装備

### 艦艇
出典のない部分は『Jane's Fighting Ships 2011-2012』より。
過去に就役した艦艇については「ベルギー海軍艦艇一覧」を参照。
フリゲート
- カレル・ドールマン級×2隻[2]

レオポルド1世（F930 Leopold I） - 2007年再就役
ルイーズ＝マリー（F931 Louise-Marie） - 2008年再就役
哨戒艇
- キャスター級×2隻[2]

キャスター(P901 Castor) - 2014年
ボルックス(P902 Pollux) - 2015年
機雷掃討艇
- トリパルタイト級×5隻[2]

ベリス（M916 Bellis） - 1986年
クロキュス（M917 Crocus） - 1987年
ロベリア（M921 Lobelia） - 1989年
ナルシス（M923 Narcis） - 1990年
プリミュラ（M924 Primula） - 1991年
水路調査艦
- ベルギカ（A962 Belgica）[2] - 1984年

練習帆船
- ゼノブ・グラム（A958 Zenobe Gramme）[2] - 1961年

指揮後方支援艦
- ゴデチア（A960 Godetia）  - 1966年

支援艦
- シュテルン（A963 Stern） - 1980年

航洋曳船
- ヴァルケ（A950 Valcke） - 1960年
- アルバトロス（A996 Albatros） - 1967年

港内曳船
- 各種×3隻

（A952 Wesp）、（A954 Zeemeeuw）、（A955 Mier）
ホバークラフト
- バーバラ（A999 Barbara）

### 航空機
海洋活動向けの機体も航空構成部隊の所属となっている。